# Schistidium halinae
Schistidium halinae är en bladmossart som beskrevs av Ryszard Ochyra 1998 [1999. Schistidium halinae ingår i släktet blommossor, och familjen Grimmiaceae. Inga underarter finns listade i Catalogue of Life.